# Karl Höltl
Karl Höltl (ur. 2 sierpnia 1874, zm. 11 grudnia 1934) – austriacki zapaśnik walczący w stylu klasycznym i lekkoatleta. 
Zajął ósme miejsce na Olimpiadzie Letniej 1906 w turnieju zapaśniczym w wadze średniej. Czwarty w przeciąganiu liny. Czwarty na mistrzostwach świata w 1904 i szósty w 1920. Pierwszy na mistrzostwach Europy Środkowej w 1906 roku.

## Olimpiada Letnia 1906
| Konkurencja          | Rundy eliminacyjne     | Klas. końcowa |
| Konkurencja          | Przeciwnik I           | Miejsce       |
| -------------------- | ---------------------- | ------------- |
| 85 kg styl klasyczny | Robert Behrens (DEN) P | 8.            |